# Jean-Pierre Knepper
Jean Peter (Jean-Pierre) Knepper (Kehlen, 8 mei 1851 – Luxemburg-Stad, 28 juni 1929) was een Luxemburgs architect en amateur-historicus.

## Leven en werk
Jean-Pierre Knepper was een zoon van Nicolas Knepper en Maria Gloesener. Na het lyceum in Luxemburg studeerde hij aan de Polytechnische School in Aken. Knepper trouwde in 1878 met zijn nicht Georgina Gloesener. Hij werd kort daarop benoemd tot districtsarchitect, met als standplaats Diekirch.
als architect was Knepper onder meer verantwoordelijk voor het ontwerp van het pensionaat van de Congrégation des sœurs de Notre-Dame in de stad Luxemburg en de uitbreiding van het kasteel in Schoenfels. Verder ontwierp en restaureerde zo'n 75 kerken en kapellen. Hij publiceerde over architectuur en archeologie. In 1921 ging hij met pensioen.
Knepper was in 1893 een van de oprichters van de kunstenaarsvereniging Cercle Artistique de Luxembourg (CAL), naast onder anderen de architecten Jean-Pierre Koenig en Charles Mullendorff, glazenier Pierre Linster, de kunstschilders Pierre Blanc, Michel Engels, Franz Heldenstein en Jean-Pierre Huberty en beeldhouwer Jean-Baptiste Wercollier. Hij nam deel aan de eerste salon van de CAL in de zomer van 1894, waar hij foto's liet zien van door hem ontworpen altaren en zijn plannen rond de kerk van Rumelange.
Jean-Pierre Knepper werd in 1904 benoemd tot Ridder in de Orde van de Eikenkroon. Hij overleed op 78-jarige leeftijd en werd begraven in Kehlen.

## Enkele werken
- 1894-1896 neogotische parochiekerk van Rumelange.[6]

## Literatuur

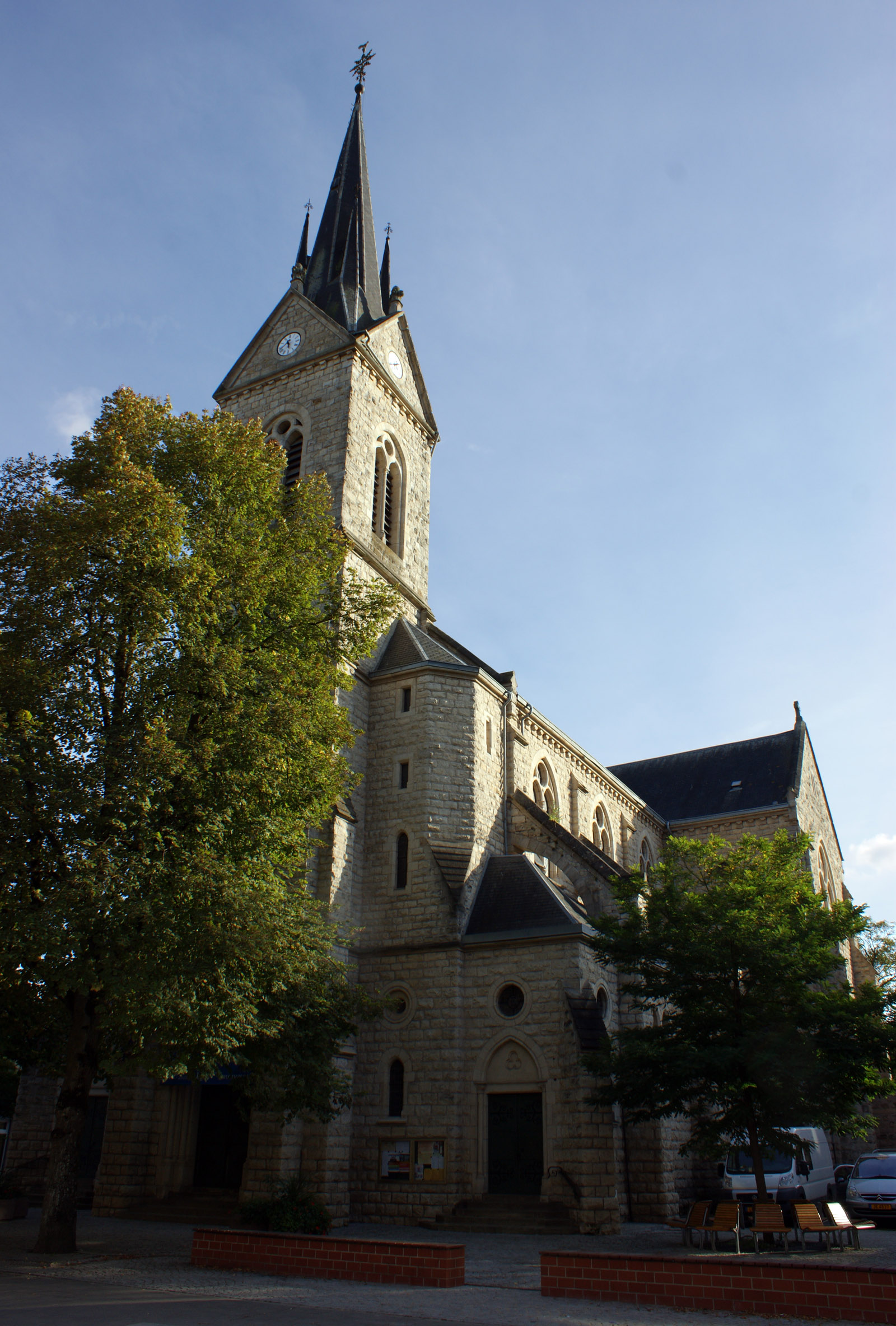
De kerk van Rumelange